# Doméstico (título)
Doméstico (en griego: δομέστικος, del latín domesticus, «de casa»), fue un cargo civil, eclesiástico y militar en el tardío Imperio romano y el Imperio bizantino.

## Uso militar
El doméstico traza su ascendencia a la unidad de guardias protectores domésticos (protectores domestici) del ejército romano tardío, establecido a finales del siglo III. Se trataba de un cuerpo de hombres que sirvieron de personal para el emperador, mientras que también funcionaban como una institución oficial. Estos siguieron existiendo en el Imperio Romano de Oriente hasta finales del siglo VI. En el ejército bizantino, los protectores domésticos habían desaparecido para el siglo VII y el nombre solo se mantuvo como un título asociado para ciertas unidades de guardia. Después de la creación del tagmata en la mitad del siglo VIII, cuatro de ellos, las Scholae Palatinae, los excubitores, los hicanátos y los números, eran comandados por un doméstico. A ellos se sumó el efímero tagma de los Atánatos a finales del siglo X.

## Doméstico de las escolas
El más importante entre ellos, el doméstico de las escolas, era en el siglo X el comandante en jefe del ejército después del emperador, y para el final del mismo siglo el puesto se dividió en dos, con los domésticos de Oriente (tes anatoles) y de Occidente (tes dyseos) comandando las fuerzas militares de Asia Menor y Europa (los Balcanes), respectivamente. En su calidad como comandante en jefe, de facto, del ejército, el doméstico de las escolas fue sustituido por el gran doméstico en los siglo XII-XIII, mientras que el doméstico ordinario se convirtió en un título honorario otorgado a los gobernadores regionales hasta principios del período Paleólogo (alrededor de 1320).

## Gran Doméstico
El título de gran doméstico (en griego: μέγας δομέστικος), fue dado al comandante en jefe del ejército bizantino, después del emperador. Su origen exacto es un tanto confuso: es mencionado por primera vez en el siglo IX, y muy probablemente deriva del doméstico de las escolas, con el epíteto gran (megas) agregado para connotar la autoridad suprema de su título, siguiendo así la práctica contemporánea de manifiesto en otros títulos. Ambos títulos parecen haber coexistido por un tiempo, hasta que el gran doméstico sustituyó en su totalidad al doméstico de las escolas a mediados del siglo XI, aunque seguía siendo a veces denominado como gran doméstico de las escolas o «del ejército». En el período Comneno, es mencionado en los acuerdos del siglo X, el gran doméstico a veces comandando el ejército entero de Oriente y Occidente.
En el período Paleólogo, el título inicialmente cayó en el rango por debajo del protovestiarios y el gran estratopedarca, pero fue ascendiendo para mediados del siglo XIV al ser uno de los rangos más altos, directamente inferior al de César. Se mantuvo el sector formal de jefe del ejército, aunque en realidad se les otorgaba a los generales y a los cortesanos de alto rango por igual, entre algunos están Jorge Muzalon, Juan Paleólogo (hermano de Miguel VIII), Miguel Tarcaniotes, Alejo Estrategopoulos y Juan Cantacuceno (el futuro Juan VI). El título también incluía varias funciones ceremoniales, como se detalla en la cuenta de títulos de Pseudo Kodinos.

## Otros usos
Desde 355, los domésticos civiles son también mencionados como jefes de varios cargos y puestos administrativos permaneciendo asociados con el título de doméstico hasta el final del Imperio bizantino. Algunas posiciones de la corte también cambiaron de nombre, ya que sus departamentos se independizaron. El doméstico de la mesa imperial abolido en el año 680 se deriva del viejo castrense de los palacios.
En el contexto eclesiástico, un doméstico era el jefe de un grupo asociado con el ritual de la iglesia, especialmente en referencia a los cantantes del coro. Ellos fueron los directores del coro, dirigiendo el canto y las aclamaciones del emperador y el patriarca.